# Falsettone

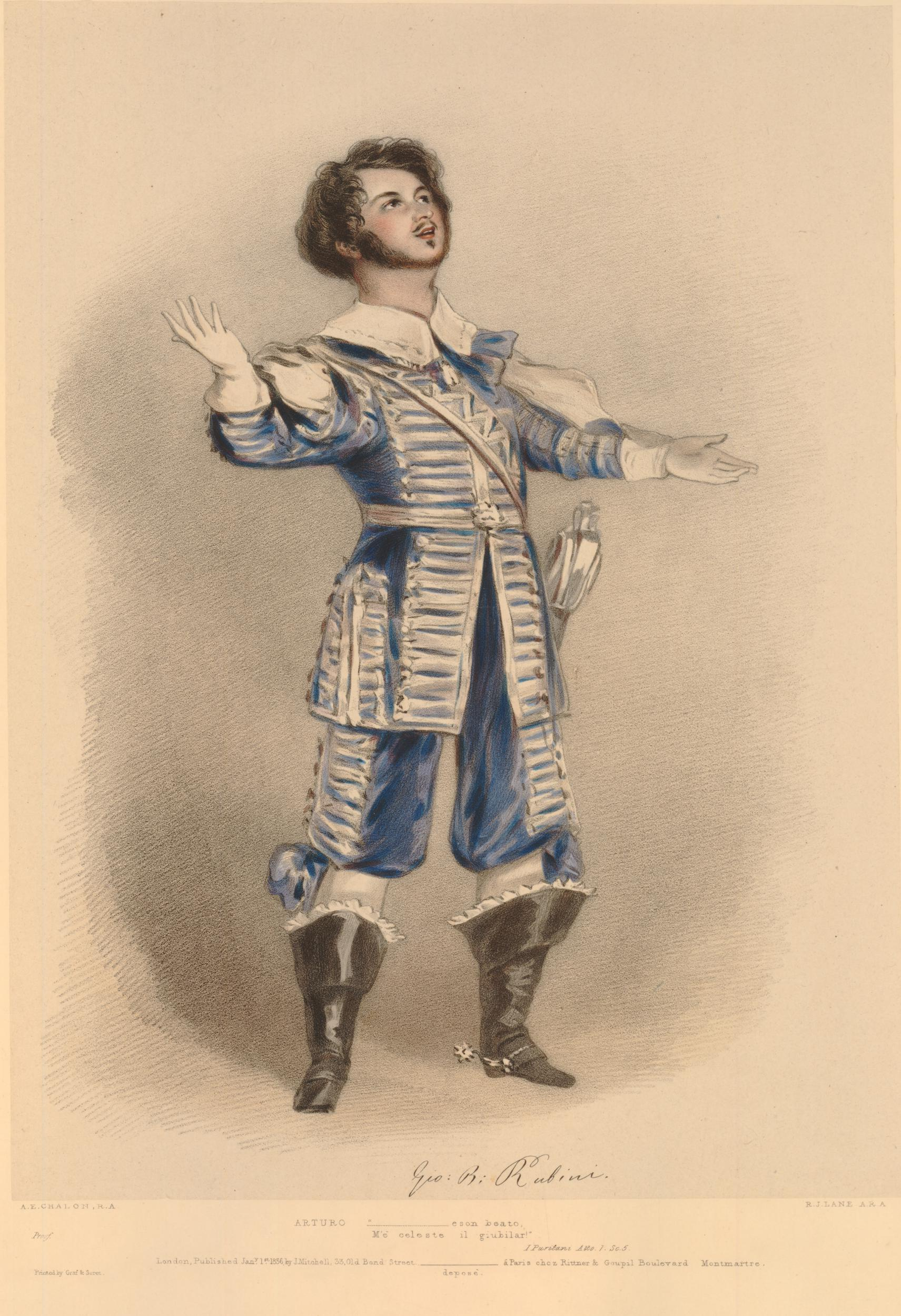
Техника «усиленного фальцета» позволяла Дж. Б. Рубини брать крайне высокие ноты в «Пуританах»

Falsettone — вокальная техника, переходная между полным голосом и фальцетом; разновидность смешанного регистра, сочетающая головной резонанс с активным включением голосовых связок. В отличие от обычного фальцета, лёгкого и воздушного, falsettone отличается плотностью, насыщенностью и приближен к основному голосу, сохраняя при этом высокий регистр. Главное отличие от фальцета — степень вовлечения связок: если фальцет подразумевает их минимальную вибрацию, то falsettone задействует их почти полностью, создавая яркий, «металлический» тембр.  
В первой трети XIX века, после исчезновения со сцен высоких голосов кастратов, falsettone стал главным способом достижения высокого мужского голоса в традиции бельканто. Этот приём был особенно значим для исполнения партий в операх Россини и Беллини (позволяя певцам достигать таких эффектов, как, например, верхнее фа Артура в «Пуританах»). Благодаря усиленной фальцетной технике Дж. Давид, Дж. Б. Рубини и некоторые другие теноры того времени могли исполнять экстремально высокие ноты (вплоть до до³, ре³ и выше) с мощью, необходимой для больших оперных залов. Обычного фальцета для этого недостаточно и в драматических ролях он не использовался, тогда как falsettone ценился за виртуозность и эмоциональную выразительность (в условиях возраставших в то время требований к драматизму и силе звука). Употребление falsettone позволяло достигать несколько более высоких нот и более яркого («металлического») тембра, чем альтернативная техника французских от-контров, в большей степени использующая грудной регистр.
Сочетание высоты тона с героической подачей требовало мастерского контроля дыхания и резонанса, что было доступно немногим. С тем, чтобы добиться стабильности и мощи звука на высоких нотах, певцы на протяжении многих лет осваивали технику опоры дыхания (appoggio). Начиная с  1831 года Жильбер Дюпре научился достигать грудного звука при исполнении высокого до (второй октавы) без использования falsettone, что вскоре было перенято и иными тенорами. По мере формирования современных типов романтического тенора — лирического и драматического — техника falsettone к середине XIX века практически вышла из употребления. В 1871 году Панофка сравнивал технику Дюпре и его последователей с техникой Рубини и других теноров предыдущего поколения следующим образом:
К числу редких достоинств Рубини принадлежали: способность петь пианиссимо, производя при этом сильное впечатление; использование первого регистра (обыденно и ошибочно называемого грудным) только до 'соль'; и соединение первого регистра со вторым (или головным) таким образом, что он мог без малейшего напряжения издавать с одинаковой силой 'си-бемоль', 'си' и 'до'. Таким образом, его 'до' никогда не называли грудным; но оно было прекраснее, ярче и мощнее форсированной ноты теноров, берущих 'до' <грудью>. Последних нельзя достаточно порицать, ибо они погубили искусство пения и немало бедных юношей, которые могли бы быть полезны театрам, из-за мании во что бы то ни стало брать 'до', разрывая грудь.
Основной причиной отказа романтических теноров от использования головного резонанса была не только сложность освоения соответствующей техники, но и нарастающая драматическая мощь опер эпохи романтизма (Верди, Вагнер) вкупе с расширением размеров оркестров и оперных залов. Новые условия требовали от теноров умения «пробивать» плотное оркестровое звучание в крупных залах, для чего требовался «вокальный луч» акустической форманты в 3000 Гц. Опора на грудной регистр, популяризированная Дюпре, обеспечивала необходимую для этого силу и выносливость. Хотя преимущественно головной («усиленный фальцетный») звук обладал яркостью и резонансом, ему не хватало естественной мощи и «полётности» высоких нот в грудном регистре, что делало его менее пригодным для требований эпохи. 
С другой стороны, без falsettone стали недоступными для исполнения мужчинами партии в операх предыдущих эпох, написанные для высоких голосов кастратов и контральтино: в лучшем случае их исполняли переодетые в мужчин женщины, в худшем — старые оперы вообще переставали исполняться. В таких операх, как «Пуритане», наиболее высокие ноты мужских партий стали, ввиду их недоступности, игнорироваться. Отказ от фальцетных техник совпал по времени с исчезновением всего орнаментального стиля пения, известного как бельканто. Эпоха высоких мужских голосов закончилась.